# Zákon Jante
Zákon Jante sepsal norský spisovatel Aksel Sandemose. Prvně se objevil v roce 1933 v knize Uprchlík kříží svou stopu (En flyktning krysser sitt spor, český překlad Argo, 2008).
Zákon má podobu deseti přikázání (aluze na Desatero je zjevná) a v myslích nejen Norů se usídlil jako výraz lidské zloby a tyranizujícího tlaku většinové společnosti na jednotlivce. Dle názoru Aksela Sandemose je Zákon Jante vrozený.
Název získal podle městečka Jante, z něhož hrdina románu jako mladík uprchne. Sandemose prohlásil, že hlavní obrysy vesničky Jante se shodují s jeho dánským rodištěm, městečkem Nykøbing, lidé, které popisuje, by však mohli být z Nykøbingu stejně jako odkudkoliv jinud.
Zákon Jante zní:
1. Nebudeš si myslet, že jsi něco víc.
2. Nebudeš si myslet, že jsi stejně dobrý jako my.
3. Nebudeš si myslet, že jsi chytřejší než my.
4. Nebudeš si namlouvat, že jsi lepší než my.
5. Nebudeš si myslet, že víš víc než my.
6. Nebudeš si myslet, že jsi důležitější než my.
7. Nebudeš si myslet, že jsi v něčem dobrý.
8. Nebudeš se nám smát.
9. Nebudeš si myslet, že někoho zajímáš.
10. Nebudeš si myslet, že nás můžeš poučovat.

Román také zavádí jedenácté pravidlo, které slouží jako místní trestní zákon:
Nebudeš si myslet, že existuje něco, co o tobě nevíme.